# Xã Flat Creek, Quận Pettis, Missouri
Xã Flat Creek (tiếng Anh: Flat Creek Township) là một xã thuộc quận Pettis, tiểu bang Missouri, Hoa Kỳ. Năm 2010, dân số của xã này là 1.867 người.